# Saint-André-en-Terre-Plaine
Saint-André-en-Terre-Plaine è un comune francese di 204 abitanti situato nel dipartimento della Yonne nella regione della Borgogna-Franca Contea.

## Società

### Evoluzione demografica
Abitanti censiti